# Caladenia testacea
Caladenia testacea är en orkidéart som beskrevs av Robert Brown. Caladenia testacea ingår i släktet Caladenia och familjen orkidéer.

## Underarter
Arten delas in i följande underarter:
- C. t. hildae
- C. t. testacea